# 姊妹花
《姊妹花》是1934年上映的中国电影，由郑正秋执导。

## 演员
- 胡蝶 饰 大宝和赵剑英（二宝）
- 郑小秋 饰 桃哥
- 谭志远 饰 赵大（大宝父）
- 宣景琳 饰 赵大妈（大宝母）
- 顾梅君 饰 钱小姐
- 顾兰君 饰 香儿
- 徐莘园 饰 钱督办
- 谢云卿 饰 林老老
- 袁绍梅 饰 芳儿